# Marcin Wójcik (artysta kabaretowy)
Marcin Wójcik, ps. Jabbar (ur. 5 stycznia 1974 w Lublinie) – polski artysta kabaretowy.

## Życiorys
Jest absolwentem III Liceum Ogólnokształcącego im. Unii Lubelskiej w Lublinie. Ukończył warszawską Akademię Wychowania Fizycznego (Wydział Zamiejscowy w Białej Podlaskiej) i pracował przez cztery lata jako nauczyciel wychowania fizycznego w Szkole Podstawowej nr 33 i Gimnazjum nr 14 w Lublinie.
Jest pomysłodawcą i założycielem kabaretu Ani Mru-Mru, który obecnie współtworzy razem z Michałem Wójcikiem i Waldemarem Wilkołkiem. Jest autorem większości skeczów i tekstów kabaretu. Na drugim oficjalnym DVD kabaretu przedstawił swój utwór muzyczny – „Czego szukam”.
Występował również w improwizowanym serialu kabaretowym Spadkobiercy emitowanym na TV4. W latach 2009–2012 razem z Robertem Górskim na antenie TVP2 prowadził Kabaretowy Klub Dwójki. Od 6 marca 2015 prowadził program emitowany przez TVP2 Latający Klub 2. Współpracuje z radiem RMF FM, w którym nadaje poranną audycję jako Dj OK. Od 30 września do 2 grudnia 2018 prowadził teleturniej Następny, proszę! na TV Puls.
Jest kibicem Górnika Łęczna i Speed Car Motor Lublin.

## Rodzina

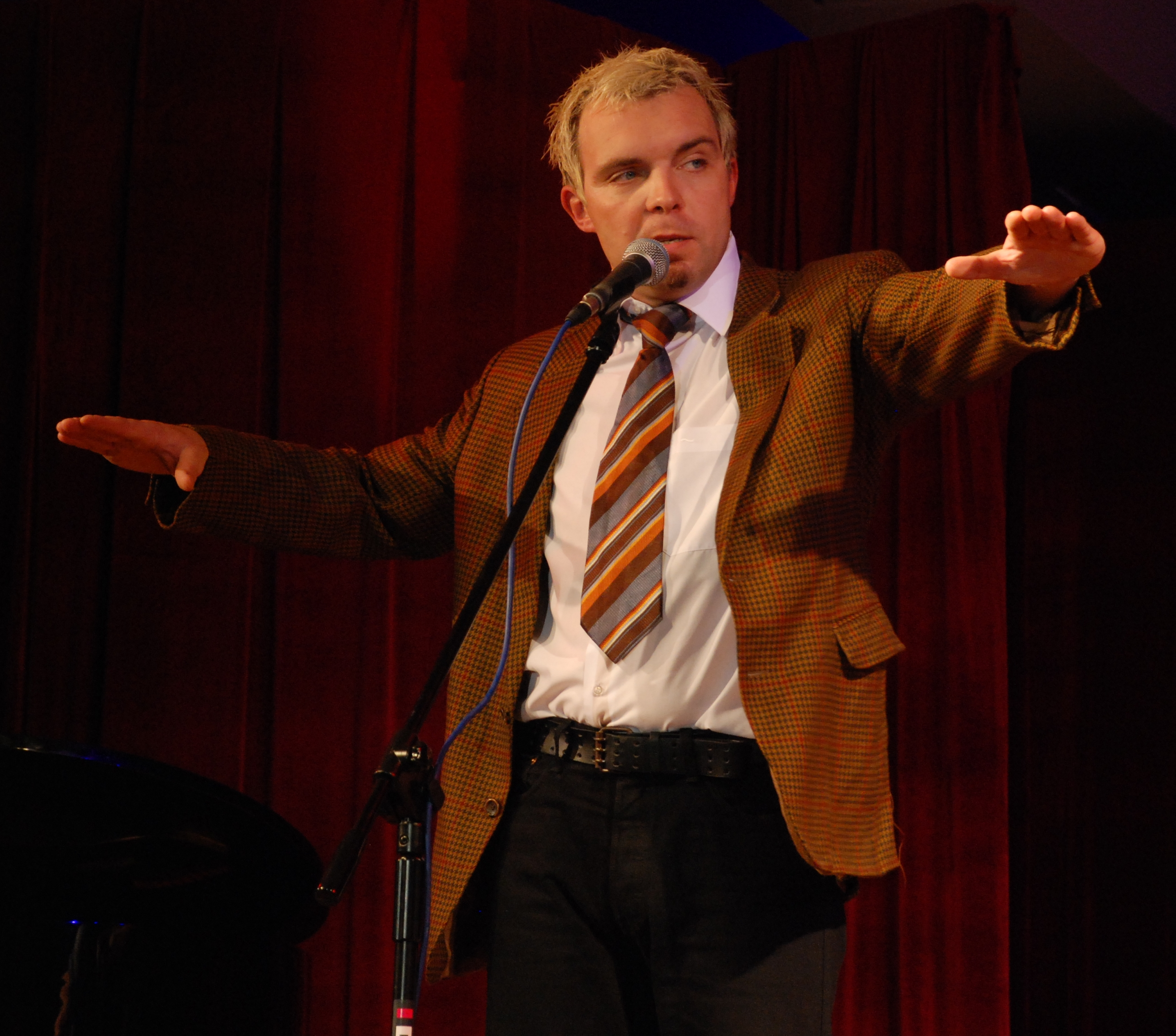
Marcin Wójcik podczas występu (2007)

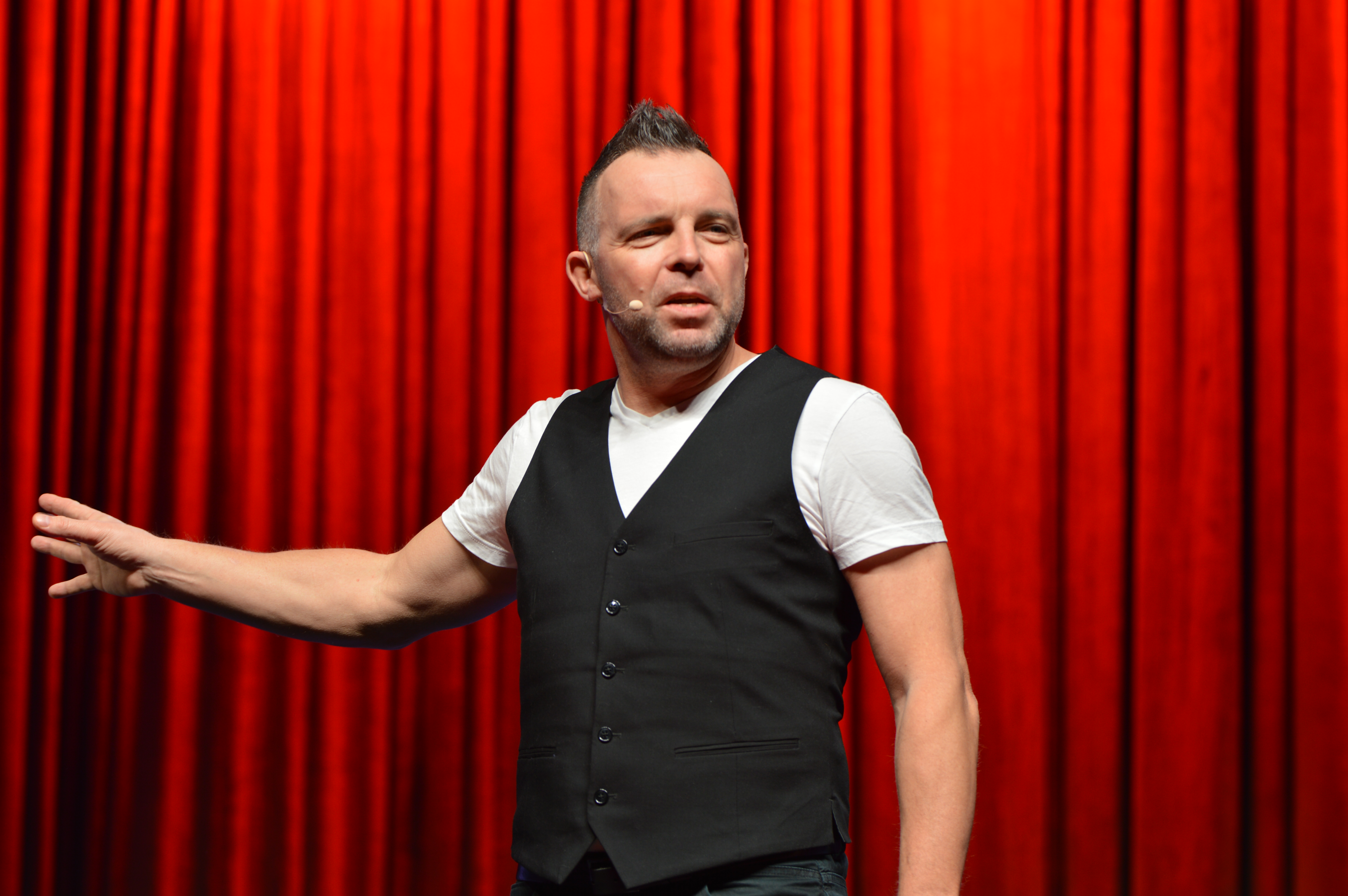
Marcin Wójcik podczas Polskiej Nocy Kabaretowej (2023)

Jego żoną jest Magdalena Wójcik, z którą ma córkę Nadię.
Spokrewniony z wokalistką Urszulą Kasprzak, która jest bratanicą jego babci.

## Filmografia
- 2008: Niania – producent (odc. 92)
- 2010: Byznes is byznes
- 2019: Jestem M. Misfit – Jacek Kamień vel Jack Diamond, ojciec Kuby

### Polski dubbing
- 2010: Biała i Strzała podbijają kosmos – pchła
- 2011: Mniam! – Kurambo
- 2012: Sklep dla samobójców – trener
- 2013: Czarnoksiężnik z Oz: Powrót Dorotki – Tchórzliwy Lew